# Roger Esteller i Juyol
Roger Esteller i Juyol, conegut també com «el tigre de Sants», (Barcelona, 6 de juliol de 1972) és un exjugador de bàsquet professional català.

## Història
Esteller va néixer al barri de Sants (Barcelona) el 6 de juliol de 1972. Amb una altura d'1,91 m, i 101 kg. de pes, és considerat com un dels millors alers catalans dels anys 90. Va destacar per la seva gran fortalesa física i rapidesa de moviments, tant a l'hora de penetrar a la zona com en els contra-atacs. També va ser un bon defensor i tirador. Sempre es va destacar per la gran intensitat, concentració, i esperit de sacrifici amb la qual jugava tots els partits, convertint-se en un dels jugadors més idolatrats de les aficions dels clubs on va militar.
Rodamón del bàsquet, va destacar especialment en els seus anys al Bàsquet Manresa, al Futbol Club Barcelona, amb el qual va aconseguir 2 lligues ACB, dues Copes del Rei i una Copa Korac, i al Pau Orthez francès, amb qui va guanyar una Lliga i una Copa francesa i fou nomenat Millor jugador comunitari de la Lliga francesa en la temporada 2000-2001. Fou 35 vegades internacional en categories inferiors i internacional absolut 37 vegades (aconseguint la medalla de plata a l'Eurobasket de París de 1999) i participà amb la selecció europea a l'homenatge a Richard Dacoury.

## Trajectòria esportiva
- Qbasket Sant Cugat 2019-2020

## Palmarès
- Medalla de Plata al Campionat d'Europa de París 1999
- 1 Copa Korac: (1998-99)
- 2 Lligues ACB: (1996-97 i 1998-99)
- 2 Copes del Rei: (1990-91 i 1995-96)
- 1 Lliga de França: (2000-01)
- 1 Copa de França: (2001-02)
- 1 Campionat d'Espanya Júnior: (1991-92)
- 1 Campionat d'Espanya Juvenil: (1989-90)
- A més fou dos cops subcampió de la Copa d'Europa (1990-91 i 1996-97)